# 小艾伯特·布莱恩
小艾伯特·布莱恩（英語：Albert Bryan Jr；1968年2月21日—）是美国政治家，自2019年起任美属维京群岛总督。除此之外，他也是民主党党員，曾在2007年至2015年任劳工部专员。

## 早年生活
布莱恩出生在圣托马斯岛，是艾伯特·布莱恩和吉纳维芙·布莱恩的长子。他在夏洛特阿马利亚成长，在十几岁时搬至圣克罗伊岛，后于1985年在圣邓斯坦圣公会高中毕业。1989年，他获得了维滕贝格大学经济学文学学士，2003年，获得了维尔京群岛大学工商管理硕士。

## 职业生涯
2007年，总督小约翰·德容任命布莱恩为劳工部专员。德容在2015年卸任后，布莱恩重返私营部门。布莱恩曾担任Aabra Group和Master Strategies两家公司的首席执行官兼总裁。他也是美属维尔京群岛青年成就的执行董事。

### 2018年总督选举
2018年4月，布莱恩宣布将会参加总督选举，并选择特里根扎·罗奇为搭档。8月4日，他以39.23% 得票率击败了财务专员小安吉尔·E·道森和前参议员艾莉森·佩特鲁斯赢下党内初选。该团队竞选口号是恢复政府信任、稳定经济、基础设施现代化、教育、医疗保健、减少犯罪和贫困和提供可负担住房和招来朗姆酒厂2018年总督选举，布莱恩在第一轮选举以38%的得票率领先，在第二轮选举以55%得票率击败时任总督肯尼斯·马普。这是自1998年查尔斯·韦斯利·特恩布尔后第二位击败在任总督的民主党党员。

### 2022年总督选举
2022年5月11日，布莱恩开始准备竞选连任。8月6日，他在初选中以65.04%得票率击败了老肯特·伯尼尔。在总督选举中，他以56%得票率击败参议员库尔特·维亚莱特和另外两名候选人。

## 政治生涯
2019年1月7日，布莱恩在大卫·蒙桑托演奏台宣誓就职第9任美属维尔京群岛总督。

### 前百日
布莱恩就任后，宣布了12名内阁成员名单。然而，有民众认为他在任命关键部门时进展缓慢，于是布莱恩保证将会在未来90天内填补。1月30日，布莱恩向联邦政府要求延长在1月31日结束的临时基本电力计划，获得了联邦紧急事务管理署批准。除此之外，布莱恩还下令拆除了圣克罗伊岛王后十字街的预留停车位标志。据悉，这些停车位在过去20年来都是由总督府工作人员停靠。由于心理医生短缺，布莱恩签署行政命令宣布美属维尔京群岛进入心理健康紧急状态。2019年3月，布莱恩一家搬至圣克罗伊岛总督府。4月，他宣布该月为性侵犯宣传月和预防儿童虐待月。

### 大麻
布莱恩主张将医用大麻合法化，他表示大麻已被证实在缓解疼痛和治疗包括癌症在内的许多重病有益于健康。2018年，他在接受The Source采访时表示：“我相信获得适当监管的医用大麻可以帮助那些正在寻找昂贵的传统医学替代品的人，也可以成为吸引新收入的经济驱动力。”2019年1月19日，新官上任的他签署了《维尔京群岛医用大麻患者护理法案》。同年12月，他召开参议院会议要求修宪将大麻在受控巿场合法化，布莱恩政府表示大麻合法化可以为正面临崩溃的政府雇员退休制度提供资金，但遭到拒绝，理由是参议员需要进一步审查。2020年5月，布莱恩再次提交法案。

### 水电问题
2019年，布莱恩政府偿还了当年及过去几届政府欠水电局的债务。同年8月，布莱恩政府购买了四台发电机，希望将电费降至5美分。2021年8月27日，布莱恩向法院提起诉讼阻止实施第8472号法案，该法案将会让水电局董事会成员从9名降至7名，同时削弱总督在水电局的权力。2024年4月，由于水电局未能向Aggreko支付租费，导致停电，布莱恩宣布圣克罗伊岛进入紧急状态。

### 新冠疫情
2020年3月13日，布莱恩宣布因新冠病毒全区进入紧急状态。3月23日，他下令所有非必要性商业场所关闭，民众也需待在家中。3月25日起，禁止游客入境30天。4月8日，他取消了剩余的2019-2020学年的课程。
| 民意调查来源                         | 调查日期          | 人数 | 误差幅度 | 调查地区                       | 支持        | 反对        |
| ------------------------------------ | ----------------- | ---- | -------- | ------------------------------ | ----------- | ----------- |
| VI Tech Stack （页面存档备份，存于） | 2020年4月4日至5日 | 600  | ± 3.99%  | 圣托马斯岛 圣约翰岛 圣克罗伊岛 | 59% 63% 54% | 25% 25% 32% |

### LGBT
2023年1月19日，布莱恩签署了《平等法》禁止歧视各种性取向或性别认同。2024年6月，他宣布该月为LBGTQIA+骄傲月，并提交法案允许民众在身份证更改性别。

## 爱泼斯坦丑闻
2023年5月，摩根大通提交的法庭文件写道布莱恩曾让杰弗里·爱泼斯坦捐款给一些学校。他还要求爱泼斯坦捐3万美元给小VI联盟。爱泼斯坦也捐款给了布莱恩的就职委员会。
2022年，布莱恩解雇了和爱泼斯坦针峰相对的总检察长丹尼斯·乔治。2023年7月，乔治以证人身份表示布莱恩曾在2019年亲自要求她对该地区性犯罪者发布特别豁免，让爱泼斯坦可以在没有特别通知或限制的情况下自由。

## 个人生活
飓风雨果离开后，联邦调查局以盗窃多件贵重物品为由逮捕布莱恩父母。 
布莱恩还因将一份无竞标的合同给Avera Tech公司而受到批评。Avera Tech公司是布莱恩上任后和女儿一起建立的公司。然而，布莱恩女儿在接触者追踪或医疗保健方面毫无经验。这笔合同价值100万美元，但在负面消息传播后取消。
1998年，布莱恩和尤兰达·卡博德维拉结婚，两人育有二女，名为Aliyah和Sumuyah。 2023年11月，布莱恩向妻子提出离婚，并要求美属维尔京群岛高等法院封存此案。2024年1月，最高法院同意了此要求。

## 外部連結
- C-SPAN內的頁面（英文）
- 小艾伯特·布莱恩的X（前Twitter）

| 政党职务                 | 政党职务                                     | 政党职务 |
| ------------------------ | -------------------------------------------- | -------- |
| 前任者： 唐娜·克里斯滕森 | 2018年、2022年美属维尔京群岛总督民主党候选人 | 最新的   |
| 官衔                     |                                              |          |
| 前任者： 肯尼斯·马普     | 美属维尔京群岛总督 2019–                     | 現任     |